# Масаллы (футбольный клуб)
«Масаллы́» (азерб. Masallı Futbol Klubu) — азербайджанский футбольный клуб. Основан в 1967 году под названием «Виляш». Более известен в Азербайджане именно под этим именем. С сезона 2006/07 стал называться «Масаллы». Представлял южный регион в чемпионате Азербайджана. Базировался в городе Масаллы.

## История
Создан в 1967 году. Постоянно участвовал в чемпионатах Азербайджана с 1992 года, со времени обретения независимости. Пиком выступлений в чемпионате стали бронзовые медали сезона 2000/2001.
Из-за финансовых проблем в 2003 году клуб временно прекратил своё существование. Был возрождён в 2005 году и стал выступать в первом дивизионе чемпионата Азербайджана. Заняв по итогам сезона 2006/2007 1 место в первом дивизионе, завоевал тем самым право вновь играть в премьер-лиге Азербайджана.
В 2006 году поменял название на «Масаллы».

## Достижения
- Бронзовый призёр чемпионата Азербайджана сезона-2000/01.

## Результаты
1978 — Кубок СССР среди КФК — 1/16 финала
1990 — Вторая низшая лига СССР — 14-е место в зоне 3
1991 — Вторая низшая лига СССР — 10-е место в зоне 3
1992 — Высшая лига Азербайджана — 14-е место
1993 — Высшая лига Азербайджана — 6-е место в группе B
1993/94 — Высшая лига Азербайджана — 6-е место
1994/95 — Высшая лига Азербайджана — 6-е место
1995/96 — Высшая лига Азербайджана — 7-е место
1996/97 — Высшая лига Азербайджана — 10-е место
1997/98 — Высшая лига Азербайджана — 8-е место
1998/99 — Высшая лига Азербайджана — 8-е место
1999/00 — Высшая лига Азербайджана — 4-е место
2000/01 — Высшая лига Азербайджана — 3-е место
2005/06 — Первый дивизион Азербайджана — 15-е место
2006/07 — Первый дивизион — 1-е место
2007/08 — Премьер-лига Азербайджана — 10-е место
Команда участвовала также в Кубке Азербайджана, а в 2000 и 2001 годах — ещё и в Кубке Интертото.

## Еврокубки
Кубок Интертото 2000 (первый раунд)
| Команда 1        | Итог | Команда 2 | 1-й матч | 2-й матч |
| ---------------- | ---- | --------- | -------- | -------- |
| Заглембе (Любин) | 7-1  | Виляш     | 4-0      | 3-1      |

Кубок Интертото 2001 (первый раунд)
| Команда 1 | Итог | Команда 2 | 1-й матч | 2-й матч                       |
| --------- | ---- | --------- | -------- | ------------------------------ |
| Гриндавик | 3-1  | Виляш     | 1-0      | 2-1, гол забил Ахмедов48минута |